# Riipijärvi (Övertorneå socken, Norrbotten, 739868-183645)
Riipijärvi är en sjö i Övertorneå kommun i Norrbotten och ingår i Torneälvens huvudavrinningsområde.